# Dorte Bennedsen
Dorte Marianne Bennedsen, född Koch den 2 juli 1938 i Frederiksberg i Köpenhamn, död 17 mars 2016 i Frederiksberg i Köpenhamn, var en dansk präst, politiker (Socialdemokraterne) och minister.

## Tidiga år
Dorte Bennedsen var dotter till professor Hans Harald Koch och kyrko- och kulturminister Bodil Koch (född Thastum). Tillsammans med sina tre äldre bröder, däribland politikern Ejler Koch, växte hon upp i den välbärgade Köpenhamnsstadsdelen Frederiksberg. Familjen flyttade dock senare till Malmøgade i stadsdelen Østerbro. "Dorte" är egentligen ett smeknamn som hon fick av sin fader, som kallade alla flickor han kände för det. Båda föräldrarna var ursprungligen teologer och präster, varav fadern hörde till den sjätte generationen av präster i familjen. Den kristna tron var således en naturlig del av uppväxten för Bennedsen och hennes bröder. Eftersom föräldrarna hade stort samhällsengagemang och därmed lade ned mycket tid på sina ämbeten, fick Bennedsen och hennes syskon lära sig att ta ansvar och vara självständiga. Samhällsengagemanget skulle överföras också till dottern som kom att skapa sin egen politiska bana.
Skolgången tillbringades bl.a. vid experimentskolan Emdrupborg Skole vars ledare, Anne Marie Nørvig, kom att spela en betydande roll för Bennedsen i hennes sätt förhålla sig till sin tillvaro och andra människor. Efter folkskolan började hon läsa på den klassisk-språkliga linjen på den då ansedda Metropolitanskolen, som hennes fader också hade tillbringat sina gymnasieår på. Även han hade studerat på den klassisk-språkliga linjen där. Under senare år har dock Bennedsen sagt att hon istället borde ha studerat på den matematiska linjen, som hon ansåg passade henne bättre. Hon tog studentexamen från skolan 1956 och började senare att läsa teologi vid Köpenhamns Universitet, från vilket hon tog en ämbetsexamen 1964. Under studierna träffade hon sin man, överläkaren Jørgen Bennedsen som även han kom från en prästfamilj. De gifte sig 1961 och på fem år fick de tre barn ihop; Mette (1962), Mads (1964) och Morten (1966). Efter sin ämbetsexamen blev Bennedsen övertalad till att arbeta som präst, trots att hon inte hade några ambitioner för ett sådant förvärv. Hon blev hjälppräst vid Holmens Kirke i Köpenhamns innerstad och stannade där i tre år mellan 1965 och 1968. Efter det var prästyrket aldrig hennes levebröd och hon utövade endast utövat sitt prästämbete vid privata tillställningar, däribland vid begravningarna av hennes bröder.

## Politisk karriär
I samband med sin examen från universitetet 1964 gick Bennedsen med i Socialdemokraterne. Hon engagerade sig tidigt i både föreningslivet och i det politiska genom att under perioden 1968-1971 vara den första kvinnliga generalsekreteraren för Dansk Ungdoms Fællesråd, en paraplyorganisation för ett stort antal ungdomsförbund i Danmark. Under samma period var hon också medlem av styrelsen för Frederiksbergs lokala socialdemokratiska väljarförening. Den politiska karriären skulle ta stormsteg framåt då hon endast hunnit vara medlem av Frederiksbergs kommunstyrelse i ett år 1971, då statsministern Jens Otto Krag utsåg henne till kyrkominister. Detta var endast fem år efter att modern, Bodil Koch, avgått som kyrkominister och tre år efter att hon avgick som kulturminister. Liksom dottern hade Bodil Koch också varit minister under Jens Otto Krag. Bennedsen var tillsammans med socialminister Eva Gredal och undervisningsminister Ritt Bjerregaard den enda kvinnan i regeringen.
Regeringen, som nu fått Anker Jørgensen som statsminister, avgick efter valet 1973. Under samma år hade Bennedsen ställt upp som kandidat till folketinget för första gången, vilket inte gav några framgångar eftersom Socialdemokraterne tappade många mandat under 1973 års val. Anledningen var att Centrum-Demokraterne och det då nybildade Fremskridtspartiet ryckte åt sig ett stort antal mandat vardera det året. Lyckan vände dock 1975 då Socialdemokraterne återtog en del mandat och Bennedsen lyckades bli invald. Därefter var hon medlem av nästan alla utskotten och innehade betydande poster inom dessa. Trots att den socialdemokratiska regeringen under Anker Jørgensen återinstallerades efter att Poul Hartlings Venstreregering fallit 1975, fick inte Bennedsen någon regeringspost under den kommande mandatperioden.
Dorte Bennedsen blev 1974 ordförande för Forbrugerrådet (svenska: konsumentrådet). Här drog hon bl.a. in organisationen i den då rådande energipolitiska debatten samt markerade konsumenternas intressen i olika sammanhang. Hon innehade posten fram till 1979, då hon än en gång satte sig ned i en ministerstol. Den här gången tillträdde hon som undervisningsminister efter att Ritt Bjerregaard fått avgå på grund av kraftig kritik för att ha övernattat i en mycket dyr svit på hotell Ritz i Paris. Socialdemokraterne satt nu i en koalitionsregering tillsammans med huvudmotståndaren Venstre, den så kallade SV-regeringen, vilket Bennedsen hade opponerat sig emot. Hon hade dessutom erbjudits en plats i Anker Jørgensens andra regering 1977, men tackade nej för att hon inte kände sig redo och ville ha mer erfarenhet från arbetet i folketinget. När Bennedsen tillträdde som undervisningsminister hade hon, förutom att hon 1968 var med och startade en friskola, ingen erfarenhet av utbildningspolitiska frågor. Hon kom dock att beskrivas som en saklig minister som satte det politiska arbetet före sig själv. Hon satte med andra ord inte sin egen profil i förgrunden. Som minister genomförde hon en större reform av gymnasie- och yrkesutbildningarna, samt lagen om fritidsundervisning (1980). Hon var undervisningsminister fram till 1982, då en borgerlig koalitionsregering under ledning av den konservativa Poul Schlüter tog över regeringsmakten.
Efter sin avgång som minister fortsatte Bennedsen att verka i folketinget fram till 2001. Under sin tid i folketinget kom hon att visa några centrala ståndpunkter; hon blev tidigt en motståndare av kärnkraft och råkade i andra frågor även i konflikt med sitt eget parti, i synnerhet när hon förespråkade tunnel istället för en bro över Stora Bält. Till en början var hon förespråkare av Danmarks medlemskap i EG, men motsatte sig det vid ett senare tillfälle. Förutom arbetet som folketingsmedlem och minister var hon även ordförande för föreningen Norden 1984-1999 samt medlem av Nordiska rådet. 1994-2000 var hon vice ordförande för Færdselssikkerhedskommissionen, dvs. färdsäkerhetskommissionen. År 2000 utsågs hon till dess ordförande av trafikminister Jacob Buksti, efter att Helge Adam Møller från Konservative Folkeparti lämnat posten.
Dorte Bennedsen var även en drivande kraft i arbetet med att legalisera för homosexuella par att adoptera barn.

## Övriga förtroendeposter
- Medlem av Theologisk Studenterråd vid Köpenhamns Universitet (1958-1959)
- Styrelseledamot av Theologisk Forening (1958-1960)
- Medlem av Ulandsrådet
- Medlem av Unesco-nationalkommissionen (1968-1971)
- Ordförande av Den Lille Skole i København (1968-1970)
- Styrelseledamot av Mellemfolkeligt Samvirke (1969-?)
- Styrelseordförande av Kolonien Filadelfia i Dianalund (?-2007)